# Federacja Chrześcijańskich Ludowców
Federacja Chrześcijańskich Ludowców (wł. Federazione dei Cristiano Popolari, FCP) – włoska centroprawicowa partia polityczna o profilu chadeckim.
FCP została założona w czerwcu 2008 z inicjatywy grupy byłych działaczy Białej Róży, opowiadających się za bliską współpracą z Silviem Berlusconim i akcesem do organizowanego przez niego Ludu Wolności. Na czele partii stanął poseł Mario Baccini, były wiceminister spraw zagranicznych i minister robót publicznych.
Ludowcy poparli nowy rząd, jak też zadeklarowali akces do nowego jednolitego ugrupowania. Jesienią 2008 ich lider został członkiem Komitetu Konstytucyjnego Ludu Wolności. W marcu 2009 FCP zakończyła działalność jako partia polityczna, przystępując do przekształconego w jednolite ugrupowanie PdL. Zachowała jednak pewną odrębność organizacyjną, a w grudniu 2013 dołączyła do Nowej Centroprawicy.